# Almadén de la Plata
Almadén de la Plata là một đô thị ở tỉnh Sevilla, Tây Ban Nha. Đô thị này có dân số 1.696 người năm 2005 với mật độ dân số 6,6 người/km², diện tích là 256 km². Khu vực này có độ cao 450 m trên mực nước biển và có cự ly 59 km so với thành phố Sevilla.